# Kishore Kumar
Pour les articles homonymes, voir Kumar (homonymie).
Kishore Kumar (hindi : किशोर कुमार) (4 août, 1929 – 13 octobre, 1987) né Abhas Kumar Ganguly est un chanteur et un acteur indien de renom, mais aussi un compositeur, parolier, scénariste, producteur et réalisateur.

## Biographie
Kishore Kumar est l'une des figures marquantes du cinéma indien tant en bengali (aussi des Rabindra sangît) qu'en hindi, à Bollywood notamment des années 1946 à 1987.  Il était capable de chanter également en marathi, assamais, gujarati, kannada, bhojpuri, malayalam et oriya. Il a gagné de nombreuses récompenses.
Il a suivi les traces de ses frères Ashok Kumar et Anoop Kumar, tous deux acteurs à Bollywood. Appelé au début Abhas Kumar, il était fan du chanteur Kundan Lal Saigal.
Il s'est marié à quatre reprises ; avec Ruma Guha Thakurta ou Ruma Ghosh, de 1950 à 1958 ; Madhubala, une actrice célèbre, de 1960 à 1969 ; Yogeeta Bali, de 1976 à 1978 et Leena Chandavarkar de 1980 à 1987. Il a eu deux fils : Amit Kumar (lui aussi chanteur de play back) et Sumit Kumar.

## Récompenses
Filmfare Awards
Prix:
| Année | Chanson                 | Film             | Réalisateur        | Parolier      |
| ----- | ----------------------- | ---------------- | ------------------ | ------------- |
| 1969  | Roop tera mastaana      | Aradhana         | Sachin Dev Burman  | Anand Bakshi  |
| 1975  | Dil aisa kisi ne        | Amanush          | Shyamal Mitra      | Indeevar      |
| 1978  | Khaike Pan Banaras Wala | Don              | Kalyanji Anandji   | Anjaan        |
| 1980  | Om Shanti Om            | Karz             | Laxmikant Pyarelal | Anand Bakshi  |
| 1982  | Pag ghunghroo baandh    | Namak Halaal     | Bappi Lahiri       | Anjaan        |
| 1983  | Hamen aur jeene ki      | Agar Tum Na Hote | Rahul Dev Burman   | Gulshan Bawra |
| 1984  | Manzilen apni jagah     | Sharaabi         | Bappi Lahiri       | Anjaan        |
| 1985  | Saagar Kinaare          | Saagar           | Rahul Dev Burman   | Javed Akhtar  |

Nominations:
| Année | Chanson                | Film                 | Réalisateur        | Parolier           |
| ----- | ---------------------- | -------------------- | ------------------ | ------------------ |
| 1971  | Zindagi Ek Safar       | Andaz                | Shankar-Jaikishan  | Hasrat Jaipuri     |
| 1971  | Yeh Jo Mohabbat Hai    | Kati Patang          | Rahul Dev Burman   | Anand Bakshi       |
| 1972  | Chingari Koi Badke     | Amar Prem            | Rahul Dev Burman   | Anand Bakshi       |
| 1973  | Mere Dil Mein Aaj      | Daag: A Poem of Love | Laxmikant-Pyarelal | Sahir Ludhianvi    |
| 1974  | Gaadi Bula Rahi Hai    | Dost                 | Laxmikant-Pyarelal | Anand Bakshi       |
| 1974  | Mera Jeevan Kora Kagaz | Kora Kagaz           | Kalyanji Anandji   | M.G.Hashmat        |
| 1975  | Main Pyaasa Tum        | Faraar               | Kalyanji Anandji   | Rajendra Krishan   |
| 1975  | O Manjhi Re            | Khushboo             | Rahul Dev Burman   | Gulzar             |
| 1977  | Aap Ke Anurodh         | Anurodh              | Laxmikant-Pyarelal | Anand Bakshi       |
| 1978  | O Saathi Re            | Muqaddar Ka Sikander | Kalyanji Anandji   | Anjaan             |
| 1978  | Hum Bewafa Harghiz     | Shalimar             | Rahul Dev Burman   | Anand Bakshi       |
| 1979  | Ek Rasta Hai Zindagi   | Kaala Patthar        | Rajesh Roshan      | Sahir Ludhianvi    |
| 1980  | Om Shanthi Om          | Karz                 | Laxmikant-Pyarelal | Anand Bakshi       |
| 1981  | Hameh Tumse Pyar       | Kudrat (en)          | Rahul Dev Burman   | Majrooh Sultanpuri |
| 1981  | Choo Kar Mere Mann     | Yaraana              | Rajesh Roshan      | Anjaan             |
| 1983  | Shayad Meri Shaadi     | Souten               | Usha Khanna        | Sawan Kumar        |
| 1984  | De De Pyar De          | Sharaabi             | Bappi Lahiri       | Anjaan             |
| 1984  | Inteh Ho Gayi          | Sharaabi             | Bappi Lahiri       | Anjaan             |
| 1984  | Log Kehete Hai Main    | Sharaabi             | Bappi Lahiri       | Anjaan             |

Bengal Film Journalists' Association Awards
- 1971 - Best Male Playback Singer (meilleur chanteur de play back) pour Aradhana
- 1972 - Best Male Playback Singer pour Andaz
- 1973 - Best Male Playback Singer pour Haré Raama Haré Krishna
- 1975 - Best Male Playback Singer pour Kora Kagaz